# Eric Trump
Eric Frederick Trump (sinh ngày 6 tháng 1 năm 1984) là một doanh nhân, nhà hoạt động thiện nguyện, cựu dẫn chương trình truyền hình người Mỹ. Anh là người con trai thứ của Tổng thống thứ 45 và 47 của Hoa Kỳ, Donald Trump người vợ đầu tiên của ông, một nữ doanh nhân, người mẫu người Mỹ gốc Séc, Ivana Trump. Cùng với anh trai Donald Trump Jr., Eric giữ vai trò ủy viên hội đồng quản trị của The Trump Organization.

## Tiểu sử
Eric Trump sinh tại quận Manhattan, thành phố New York. Cha mẹ anh ly hôn năm 1991, khi đó anh mới bảy tuổi. Anh có  một người anh trai tên Donald Jr., một người chị tên Ivanka, một em gái cùng cha khác mẹ tên Tiffany (mẹ là Marla Maples), và một em trai cùng cha khác mẹ tên Barron (mẹ là Melanija Knavs).
Năm 2002, Eric tốt nghiệp trường trung học The Hill. Anh tốt nghiệp bằng Quản trị tài chính trường đại học Georgetown tại thủ đô Washington, D.C.

## Chiến dịch tranh cử tổng thống Mỹ 2016

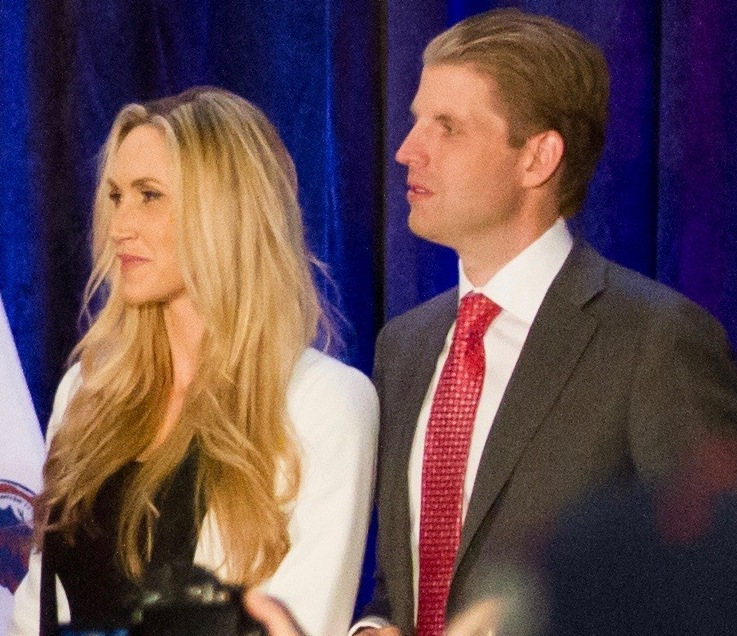
Eric Trump cùng vợ tại một sự kiện chiến dịch tháng 2 năm 2016

Eric là người cố vấn cũng như thực hiện các hoạt động gây quỹ cho cha mình là Donald Trump để giành thắng lợi trong cuộc tranh cử tổng thống Mỹ năm 2016. Anh và vợ mình đã thay mặt cha tổ chức vận động tranh cử ở nhiều bang của Hoa Kỳ trong khoảng thời gian bầu cử.

## Đời tư
Ngày 4 tháng 7 năm 2013, Eric đính hôn với bạn gái lâu năm, nhà sản xuất chương trình truyền hình, Lara Lea Yunaska (sinh ngày 12 tháng 10 năm 1982). Cặp đôi kết hôn vào ngày 8 tháng 11 năm 2014 tại bang Florida. Ngày 12 tháng 9 năm 2017, anh và vợ sinh được một con trai. Ngày 20 tháng 8 năm 2019, anh và vợ sinh được một con gái.